# 受託者賠償責任保険
受託者賠償責任保険（じゅたくしゃばいしょうせきにんほけん）とは、他人から預かった物をキズつけたり、紛失して返せなくなったりした場合の、持ち主に対する賠償責任をカバーする保険である。自分の物か他人の物かの違いがあるが、物の損害を対象とする保険（物保険）に性質上近い。企業向け賠償責任保険の一種であるが、近年個人向けの賠償責任保険に、こうしたリスクをカバーするものも発売されている。
預かった物の時価額が保険金支払の限度額となること、また、保険金支払があると以降の填補額が同額減少することが、この保険の特徴である。この保険の特殊な形態として、自動車管理者向けの自動車管理者賠償責任保険や、自動車航送船運航者向けの自動車航送船賠償責任保険が用意されている。

## 残存保険金額方式
残存保険金額方式（ざんぞんほけんきんがくほうしき）とは、保険金の支払があると、保険金額がその分だけ減少するとした約定をいう。

## 主な免責
- 修理・加工に関するリスク　受託者の技術を保証するようなカバーは、損害保険が対象とする偶然な事故と言えない場合も多く、対象外としている。

## 他の保険との関係
商法第667条では、受託者が預け主のために物保険をつけたとき、賠償責任保険をつけたものとされるため、その物保険は受託者賠償責任保険と重複保険となる。
第六百六十七条 　賃借人其他他人ノ物ヲ保管スル者カ其支払フコトアルヘキ損害賠償ノ為メ其物ヲ保険ニ付シタルトキハ所有者ハ保険者ニ対シテ直接ニ其損害ノ填補ヲ請求スルコトヲ得 